# Waterville Valley
Waterville Valley és una població dels Estats Units a l'estat de Nou Hampshire. Segons el cens del 2000 tenia 257 habitants.

## Demografia
Segons el cens del 2000, Waterville Valley tenia 257 habitants, 121 habitatges, i 75 famílies. La densitat de població era d'1,5 habitants per km².
Dels 121 habitatges en un 27,3% hi vivien nens de menys de 18 anys, en un 45,5% hi vivien parelles casades, en un 9,1% dones solteres, i en un 38% no eren unitats familiars. En el 34,7% dels habitatges hi vivien persones soles el 6,6% de les quals corresponia a persones de 65 anys o més que vivien soles. El nombre mitjà de persones vivint en cada habitatge era de 2,12 i el nombre mitjà de persones que vivien en cada família era de 2,72.
Per edats la població es repartia de la següent manera: un 22,2% tenia menys de 18 anys, un 6,6% entre 18 i 24, un 20,6% entre 25 i 44, un 37% de 45 a 60 i un 13,6% 65 anys o més.
L'edat mediana era de 45 anys. Per cada 100 dones de 18 o més anys hi havia 108,3 homes.
La renda mediana per habitatge era de 40.417$ i la renda mediana per família de 55.625$. Els homes tenien una renda mediana de 34.167$ mentre que les dones 34.063$. La renda per capita de la població era de 26.400$. Entorn del 6,8% de les famílies i el 6,2% de la població estaven per davall del llindar de pobresa.